# Hololena santana
Hololena santana är en spindelart som beskrevs av Chamberlin och Ivie 1942. Hololena santana ingår i släktet Hololena och familjen trattspindlar. Inga underarter finns listade i Catalogue of Life.